# 한겨레문학상
한겨레문학상(-文學賞)은 1996년부터 한겨레신문사가 한국 문학의 지평을 넓히고 그 수준을 한차원 높일 목적으로 제정해서 소설 분야에 수여하고 있는 문학상이다.
1995년 해방 50주년 기념을 위한 장편소설 공모에서 권현숙의 《인샬라》가 당선된 것을 계기로 이듬해 한겨레문학상이 공식 제정되었다. 현재 상금(고료)은 3,000만원이며, 책으로 낼 때 판매 인세가 시상금을 넘으면 그 차액을 지급한다(상금은 1회부터 12회까는 3,000만원이었다가 한겨레 창간 20돌을 맞은 13회부터 5,000만원으로 인상됐으나 지난 22회부터 다시 3,000만원으로 조정됐다). 1회, 5회에는 당선작이 없었으며, 2010년에는 그 동안 수상작가 13인의 작품을 모아 《끝까지 이럴래?》를 펴냈다.

## 수상자
| 연도        | 수상작                                | 작가   |
| ----------- | ------------------------------------- | ------ |
| 1996년 1회  | 수상작 없음                           | —      |
| 1997년 2회  | 《나도 한때는 자작나무를 탔다》       | 김연   |
| 1998년 3회  | 《홍합》                              | 한창훈 |
| 1999년 4회  | 《엄마와 함께 칼국수를》              | 김곰치 |
| 2000년 5회  | 수상작 없음                           | —      |
| 2001년 6회  | 《물의 말》                           | 박정애 |
| 2002년 7회  | 《나의 아름다운 정원》                | 심윤경 |
| 2003년 8회  | 《삼미 슈퍼스타즈의 마지막 팬클럽》   | 박민규 |
| 2004년 9회  | 《싸이코가 뜬다》                     | 권리   |
| 2005년 10회 | 《도모유키》                          | 조두진 |
| 2006년 11회 | 《여우야 여우야 뭐 하니》             | 조영아 |
| 2007년 12회 | 《웰컴 투 더 언더그라운드》           | 서진   |
| 2008년 13회 | 《무중력 증후군》                     | 윤고은 |
| 2009년 14회 | 《열외인종 잔혹사》                   | 주원규 |
| 2010년 15회 | 《당신 옆을 스쳐간 그 소녀의 이름은》 | 최진영 |
| 2011년 16회 | 《표백》                              | 장강명 |
| 2012년 17회 | 《굿바이 동물원》                     | 강태식 |
| 2013년 18회 | 《모던 하트》                         | 정아은 |
| 2014년 19회 | 《만가》                              | 최지월 |
| 2015년 20회 | 《거짓말》                            | 한은형 |
| 2016년 21회 | 《누운 배》                           | 이혁진 |
| 2017년 22회 | 《다른 사람》                         | 강화길 |
| 2018년 23회 | 《체공녀 강주룡》                     | 박서련 |
| 2019년 24회 | 수상작 없음                           | —      |
| 2020년 25회 | 《코리안 티처》                       | 서수진 |
| 2021년 26회 | 《계투》                              | 김유원 |